# Arsenic et Vieilles Dentelles

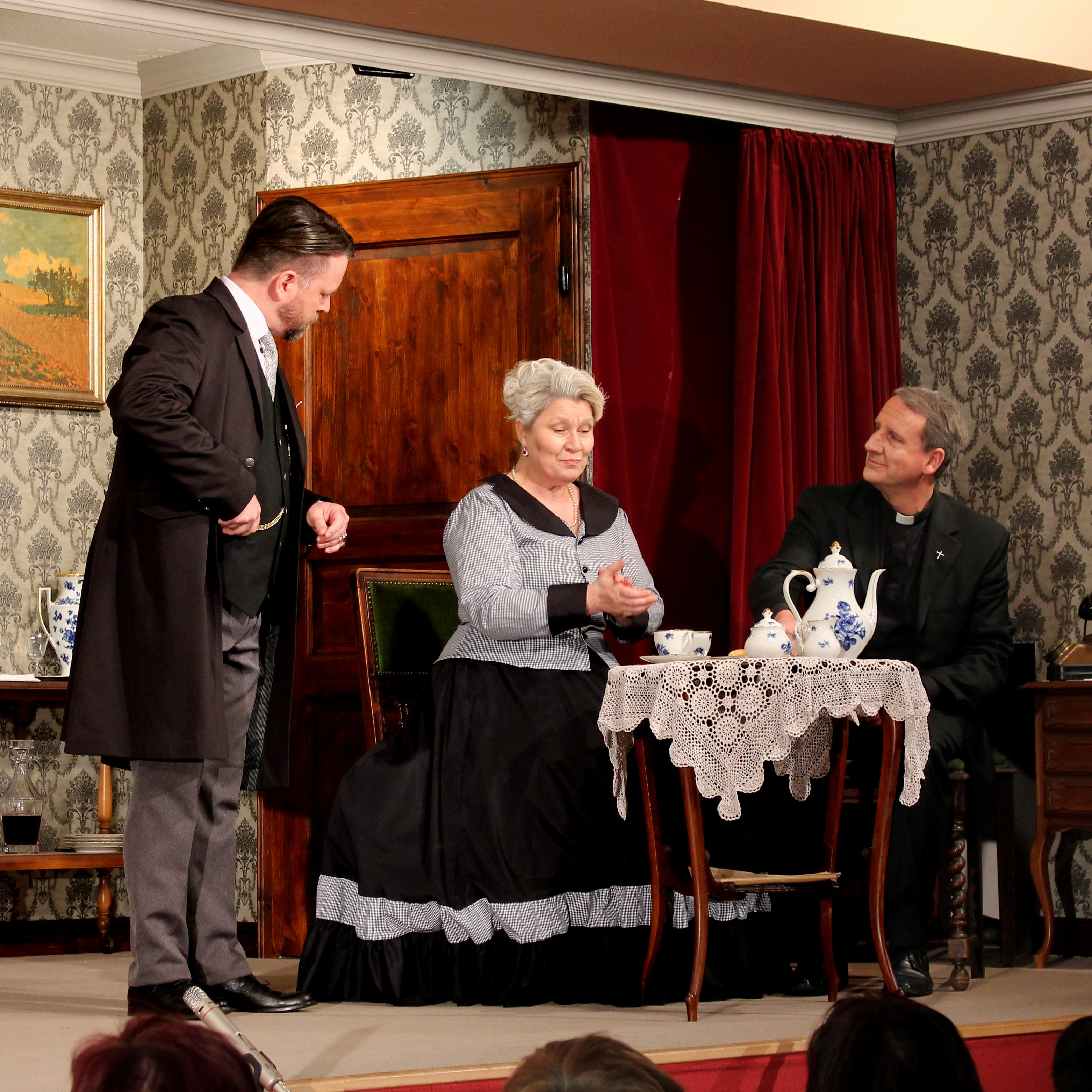
Le pasteur Harper aime visiter les Brewsters

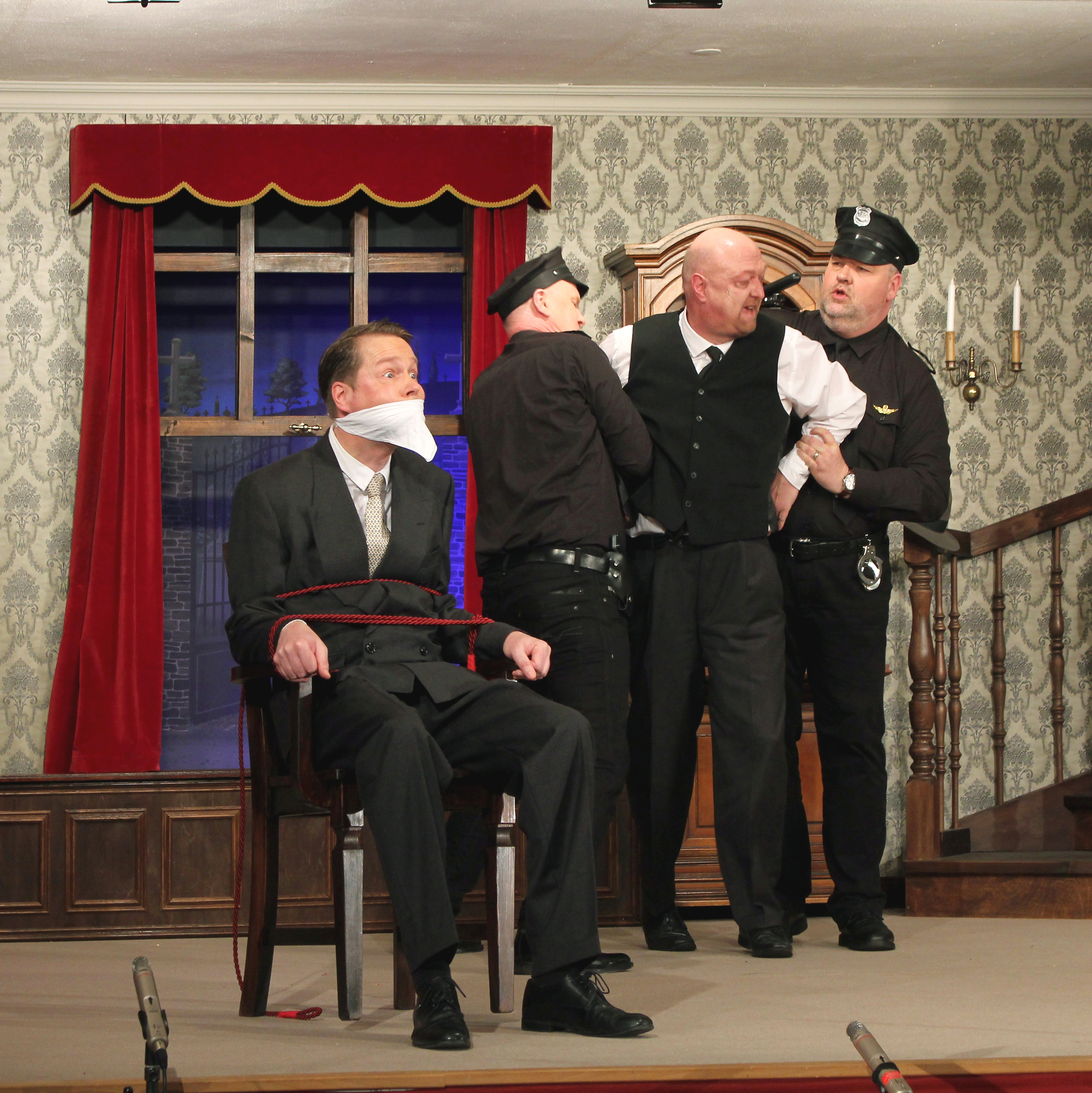
Jonathan Brewster est arrêté

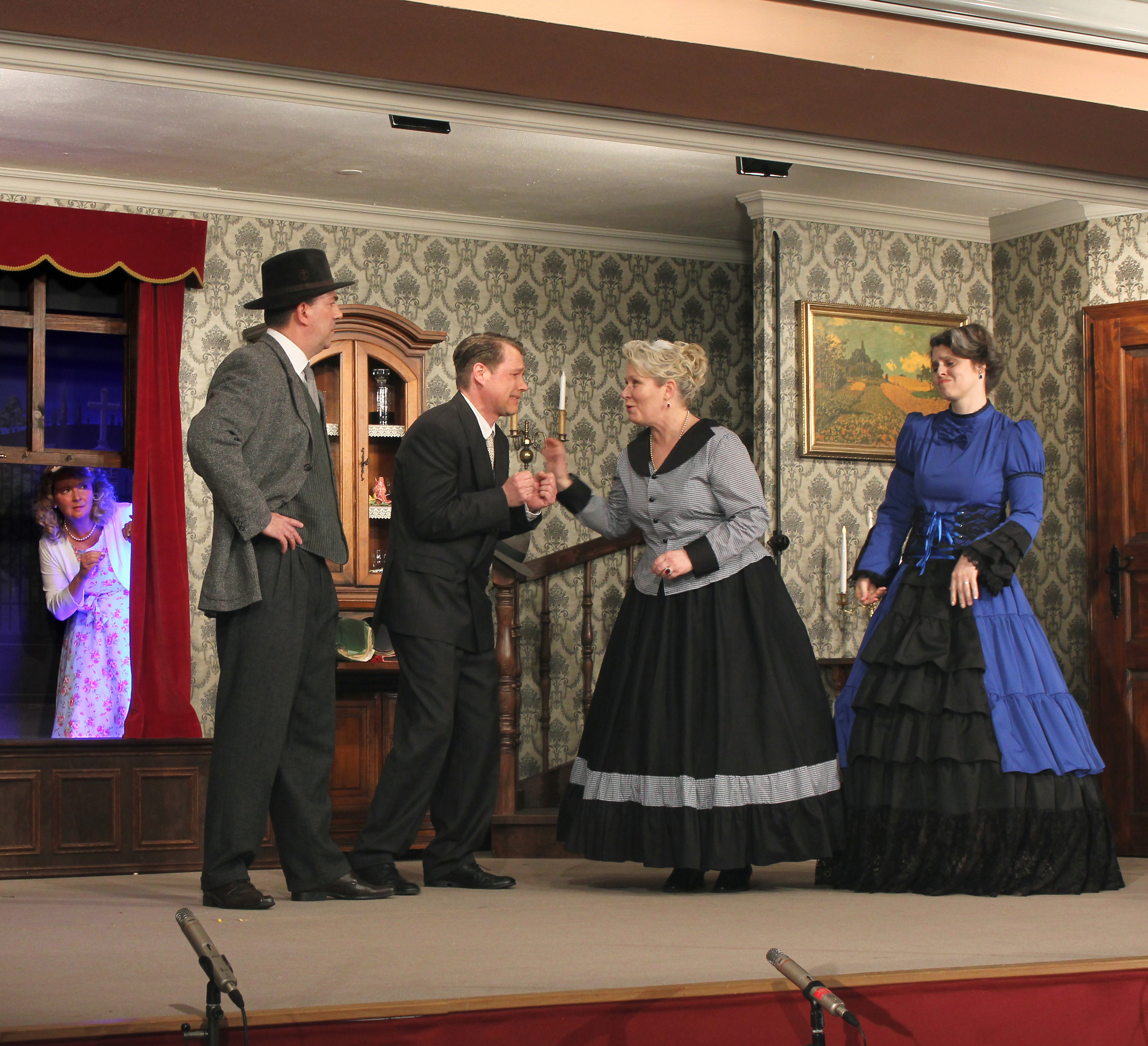
Que devrait savoir le commissaire Rooney ?

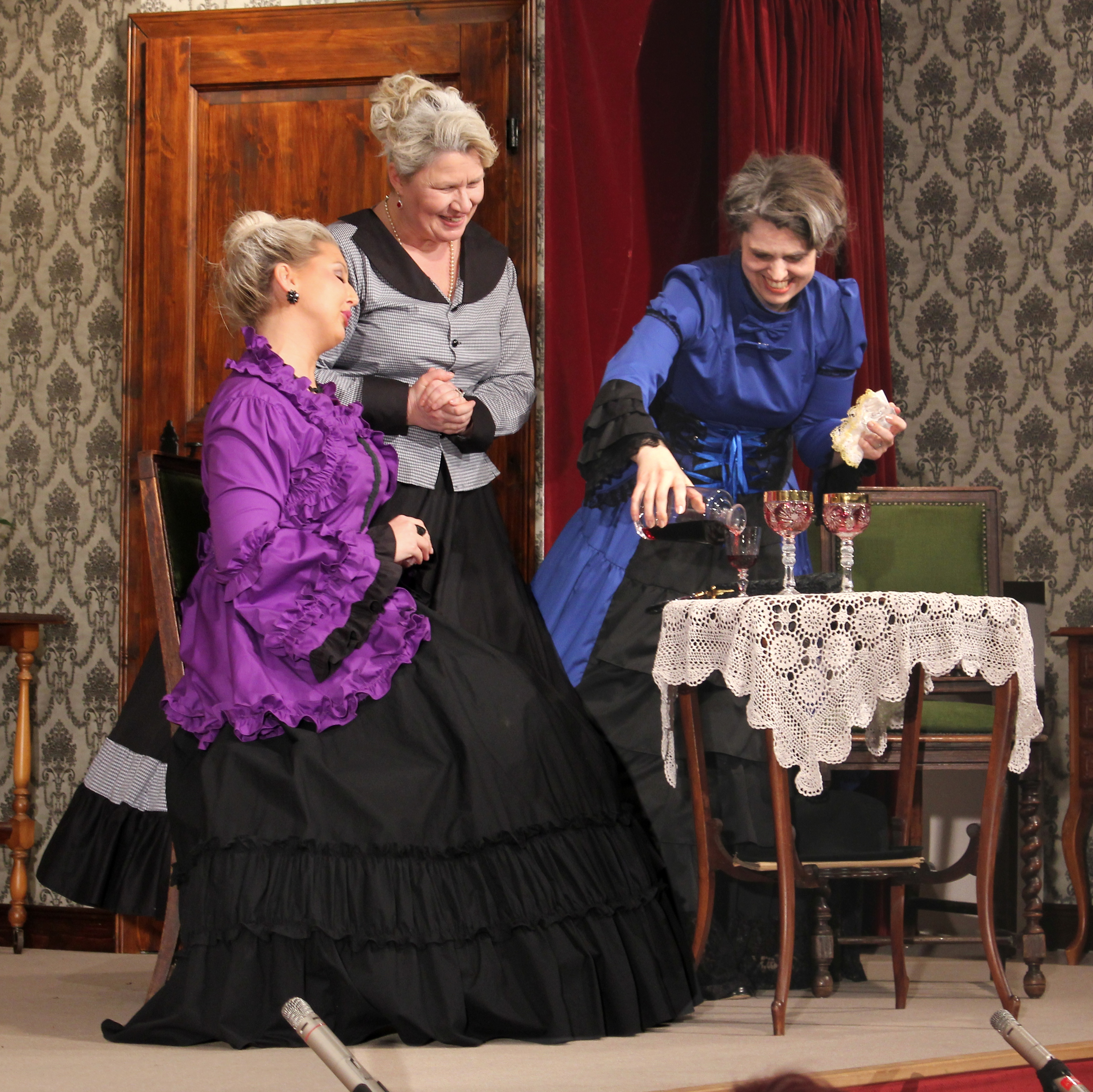
Un verre de vin de sureau aussi pour Mrs. Witherspoon

Pour les articles homonymes, voir Arsenic et Vieilles Dentelles (homonymie).
Ne doit pas être confondu avec Arsenic et Boutons de manchette.
Arsenic et Vieilles Dentelles (Arsenic and Old Lace) est une pièce de théâtre américaine de Joseph Kesselring, créée à Broadway (New York) en 1941.
Elle a été adaptée au cinéma en 1944 par Frank Capra avec Cary Grant dans le rôle principal. La création française a eu lieu en 1945 au théâtre de l'Athénée.
L'œuvre s'inspire d'une tueuse en série américaine, Amy Archer-Gilligan.

## Argument
Mortimer Brewster vient annoncer à ses tantes, Dorothy et Martha, deux charmantes vieilles filles qui l'ont élevé, son prochain mariage avec la fille du révérend Harper qui habite à quelques dizaines de mètres de là. Mais il découvre, caché dans un coffre sous la fenêtre, le cadavre d'un vieil homme. Ses tantes lui avouent alors, le plus ingénument et le plus naturellement du monde, qu'elles se sont fait une spécialité de supprimer les vieux messieurs seuls au monde en vue de leur rendre service...
Les deux frères de Mortimer Brewster entrent alors en scène ; l'un, étant persuadé d'être Teddy Roosevelt, est utilisé par les tantes pour creuser les tombes dans la cave, l'autre, Jonathan Brewster, est un dangereux psychopathe, qui a changé plusieurs fois de visage grâce à son chirurgien esthétique, le docteur Einstein, pour échapper à la police. Ils apportent justement un cadavre que le docteur Einstein voudrait faire disparaitre.